# ヤブニッケイ
ヤブニッケイ（藪肉桂・薮肉桂、学名: Cinnamomum yabunikkei）は、クスノキ科クスノキ属の常緑高木の一種。別名マツラニッケイ（松浦肉桂）、クスタブ、クロダモ、ウスバヤブニッケイ、ナンジャモドキ。山地などに生えるが、庭木などにもされる。

## 分布・生育環境など
日本の本州（福島県以南・北陸地方以西）、四国、九州、沖縄、朝鮮の済州島、中国に分布するとされるが、日本における自然分布は、近畿以南から沖縄の範囲までと言われている。
乾燥に強く、暖地の野山、雑木林にふつうに見られる。山地に生えるが、特に海の近くに多く生える。シイ林やタブ林の二次林の構成種として重要である。なお、似たような環境に生育するもので、よく似たものにシロダモがある。ヤブニッケイの別名にクロダモがあり、それと対比させたものと思われる。

## 特徴
常緑広葉樹。高木で、高さは10 - 20メートル (m) になる。樹皮は灰黒色から茶褐色で滑らか。枝は黄緑色で毛はない。
葉はほぼ対生につくが、ややずれていたり、互生に見えるものもあり、亜対生と言われる。葉身は長さ6 - 12センチメートル　(cm) の長楕円形で芳香があり、さほど厚くはないが、革質でごわごわしており、やや波打っていることが多い。深緑色で、表面にはつやが強く、はっきりとした3本の葉脈が白っぽく透けて見え、2本の側脈は肩のあたりで消える。クスノキの葉にも似ているが、葉脈腋の突起がないので見分けられる。葉の形等に変異が多く、分類は複雑である。沖縄ではシバニッケイやマルバニッケイとの雑種らしいものが知られている。
花期は6 - 7月。枝先の葉腋から長い柄を出して、散形状に淡黄緑色の小花をまばらに数個付ける。花被は筒型で、上部は6裂する。果実は長さ約15ミリメートル (mm)で、10 - 11月になると黒っぽく熟す。
冬芽は卵形から長卵形で、芽鱗は赤褐色でつやがある。冬芽もクスノキに似ているが、やや稜がある。

## 利用
樹木は庭木などにされ、花や果実は目立たないが、生長が良く葉がよく茂るため、隣地との目隠しを目的とした植栽に向いている。また、潮風にもやや耐えるため、海から少し離れた場所での防風植栽としても期待されている。植栽適期は、3月下旬 - 4月、6月下旬 - 7月中旬、9月とされる。
材は建築材、器具材として使われる。葉や樹皮は薬用に使われ、種子からは香油や蝋を取ることができる。また葉、根皮などに香気があるがニッケイよりは劣る。